# Фијат APR.2
Фиат APR.2 је италијански путнички авион за 12 путника кога је произвео Фиат Авиазионе између два рата.

## Пројектовање и развој
Фиат APR.2 је пројектован као брзи поштански авион, слова "AP" су значила "Аерео Постале" (ваздушна пошта), а слово "R" - име пројектанта инжењера Росателија (Rosatelli). Авион су покретала два радијална ваздухом хлађена мотора Фиат А.59R и био је конзолни нискокрилни авион, који је имао скоро потпуно металну конструкцију – само репни део трупа, стабилизатор и елерони имали су платнени омотач. Споља, APR.2 је био веома сличан америчком авиону Доуглас DC-2. Први лет нове летелице, APR.2 (I-VEGA), направљен је 1935. године.
После извесног времена експлоатације, APR.2 је добио нове моторе - звездасти  Фиат А.74 RC.38 са снагом од 840 KS (626 kW), који је користио трокраке металне елисе са променљивим кораком. У овој конфигурацији, авион је могао да постигне максималну брзину до 410 km/h и постао је један од најбржих комерцијалних авиона тог времена.

## Технички опис
Труп је имао правоугаони попречни пресек са заобљеним врховима и суженим носом. Кокпит се налазио испред предње ивице крила. Иза кокпита био је одељак за радио. пилот и копилот су смештени у затворену кабину, а путници су били у путничкој кабини, смештеној директно иза кокпита. У зависности од долета, путнички простор, чији су зидови били опремљени звучном изолацијом, могао је да прими осам или дванаест седишта. У репу је био смештен тоалет и пртљажник. На левој страници трупа авиона налазила су се врата за улазак посаде и путника у авион.
Авион Фиат APR.2 је био двомоторни авион. Мотори су му били смештени у гондолама које су се налазиле на крилима. На почетку своје експлоатације авион је имао уграђене радијалне моторе Фиат А.59 снаге 700 KS (522 kW) касније су ти мотори замењени снажнијим Фиат А.74 RC.38 са снагом од 840 KS (626 kW). На вратилима мотора су се налазиле трокраке металне елисе Фиат-Хамилтон са променљивим кораком.
Крила авиона APR.2 су се састојала од три конструктивна елемента (средњи део и две конзоле), у погледу одозго је имао облик неправилног трапеза. Елерони, који су били дуги и уски, ишли су паралелно са задњом ивицом крила и били су уравнотежени. Закрилци су имали исту ширину и постављени су између трупа и елерона. Структура крила је била потпуно метална. Ребра су имала решеткасту структуру од квадратних цеви, повезаних угаоним подупирачима. Облога средишњег дела била је од дуралуминијума, облога конзола је била мешана и састојала се од дуралуминијума и платна. Резервоари за гориво су били смештени у крилу и омогућавали су долет до 2.000 км.
Репне површине  код овог авиона су класичне, састоје се од вертикалног и хоризонталних стабилизатора на које су прикључени кормило правца и кормила дубине. Сви ови елементи су направљени као и крило. Носећа конструкција је од дуралумина а облога код свих стабилизатора је била од алуминијумског лима а код кормила од импрегнираног ватроотпорног платна.
Главни стајни трап се увлачио уназад у току лета у гондоле мотора. У репу авиона се налазио један неувлачећи точак за време лета.

## Верзије
Авион је произведен у једном примерку.

## Оперативно коришћење
Одмах након тестирања авион је пуштен у рад – летео је на рутама средњих растојања у компанији Авио Линее, у власништву Фијата.
Обично је авион превозио девет путника у удобној кабини и летео је између Венеције, Милана и Париза.
Током Другог светског рата, APR.2 је реквирирало италијанско ратно ваздухопловство и користио га за превоз вишег руководства и као курирски авион у Италији и централном Медитерану. Због чињенице да је Фијат био изузетно оптерећен разним војним поруџбинама, на пројекту APR.2 се није даље радило.

## Земље које су користиле авион
- Италија